# Werner Schenkel
Werner Schenkel (* 11. Januar 1938 in Tübingen; † 21. Februar 2013) war ein deutscher Bauingenieur.

## Leben
Werner Schenkel studierte an der Universität Stuttgart, damals Technische Hochschule Stuttgart, Bauingenieurwesen.
1966 trat er in den Dienst des Siedlungsverbands Ruhrkohlenbezirk (SVR) und baute dort innerhalb von zwei Jahren die neu eingerichtete Abteilung 8 Auskunfts- und Beratungsstelle Müll auf, die er bis 1974 leitete. Damit war er verantwortlich für eine der wichtigsten Aufgaben des SVR in dieser Zeit: die Organisation der städteübergreifenden Abfallwirtschaft; diese bestand damals im Wesentlichen in der Anlage geordneter Deponien. Unter Schenkels Regie entstand die Zentraldeponie Emscherbruch auf dem Gebiet der Stadt Gelsenkirchen.
1974 wechselte Werner Schenkel an das neugegründete Umweltbundesamt in Berlin, auf die Position eines Ersten Direktors und Professors. Anfangs leitete er den Fachbereich Abfallwirtschaft und Wasserwirtschaft. Ab 1994 leitete er den neuen Fachbereich Umweltbeobachtung und Umweltanforderung, womit sich Umweltqualitätsziele formulieren lassen. Er trat 2003 in den Ruhestand.
Seit der Gründung der Deutschen Gesellschaft für Abfallwirtschaft (DGAW) im November 1990 war er bis Juni 1995 Vizepräsident, seitdem war er Ehrenvorsitzender des Vereins.

## Publikationen
- Die geordnete Deponie von festen Abfallstoffen. Theoretische Grundlagen und praktische Durchführung. E. Schmidt, Berlin 1974, ISBN 978-3-503-01093-6.

Beiträge in:
- Die Zentraldeponie Emscherbruch in Gelsenkirchen. Beiträge zur Lösung der Abfallbeseitigungsproblems auf regionaler Ebene. Erfahrung aus Planung, Bau und Betrieb bis zum 31. Dezember 1971, E. Schmidt, Berlin 1971, 27 Seiten.
- Augen zu und durch? Was kommt nach der Krise? Aufsatzsammlung, Herausgegeben von UnternehmensGrün – Verband zur Förderung Umweltgerechten Wirtschaftens, Verlag der Ökologischen Briefe, Frankfurt am Main 1994, ISBN 978-3-928507-05-9.
- Klärschlammentsorgung. Status – Lösungen – Tendenzen. Aufsatzsammlung, expert verlag, Renningen-Malmsheim 1994, ISBN 978-3-8169-0885-2.
- Kultur – Kunst – Nachhaltigkeit. Die Bedeutung von Kultur für das Leitbild nachhaltiger Entwicklung. In: focus umwelt. Kultur – Umwelt – Nachhaltigkeit. 1975 – 2005. 30 Jahre Umweltschutzanlagen Siggerwiesen. Herausgegeben vom Reinhalteverband Großraum Salzburg Stadt und Umlandgemeinden, Bergheim 2005, S. 41–50.

Herausgeberschaft
- Wissenschaftlicher Kongress Abfallwirtschaft und Medien. Einflüsse, Hintergründe, Beeinflussung der Entscheidungsgremien. Kongress vom 10.–12. September 1980 in Essen anlässlich der ENTSORGA '80, Konferenzschrift, Wissenschaftliche Leitung Werner Schenkel, Herausgegeben vom Verband Privater Städtereinigungsbetriebe VPS, Köln 1980, 109 Seiten.
- Abfallwirtschaft in großen Städten und Verdichtungsräumen.  E. Schmidt, Berlin 1987, ISBN 978-3-503-02678-4.
- Entsorgung 2000. Leitfaden für Kommunen, Wirtschaft und Politik. Herausgegeben von Werner Schenkel und Dieter Kassing, Bonner Energie-Report-Verlag, Bonn 1988, ISBN 978-3-925462-05-4.
- Leben ohne Müll. Wunsch und Wirklichkeit? Konferenzschrift, Kongress Abfallvermeidung, -verminderung am 10. u. 11. Oktober 1988, Herausgegeben vom Ministerium für Umwelt Moderation von Werner Schenkel, Baden-Württemberg, Stuttgart 1988, 375 Seiten.
- Umwelt. Politik, Technik, Recht. Heinrich von Lersner zum 60. Geburtstag. Herausgegeben von Werner Schenkel und Peter-Christoph Storm, Aufsatzsammlung, Erich Schmidt Verlag, Berlin 1990, ISBN 978-3-503-03122-1.
- Recht auf Abfall? Versuch über das Märchen vom süssen Brei. Aufsatzsammlung, Erich Schmidt Verlag, Berlin 1993, ISBN 978-3-503-03444-4.
- mit Peter Dreher, Martin Faulstich, Peter Knauer: Abfallwirtschaft und Umwelt. Reihe Umweltschutz – Grundlagen und Praxis. Bd. 13. Economica Verlag, Bonn 1998, ISBN 978-3-87081-602-5.
- mit Frithjof Hager: Schrumpfungen. Chancen für ein anderes Wachstum: Ein Diskurs der Natur- und Sozialwissenschaften. Springer Verlag, Berlin 2000, ISBN 978-3-540-67118-3.